# Cantón de Pontacq
El cantón de Pontacq era una división administrativa francesa, situada en el departamento de los Pirineos Atlánticos y la región Aquitania.

## Composición
El cantón de Pontacq agrupaba 12 comunas:
- Barzun
- Espoey
- Ger
- Gomer
- Hours
- Labatmale
- Limendous
- Livron
- Lourenties
- Lucgarier
- Pontacq
- Soumoulou.

## Supresión del cantón de Pontacq
En aplicación del Decreto n.º 2014-248 de 25 de febrero de 2014, el cantón de Pontacq fue suprimido el 22 de marzo de 2015 y sus doce comunas pasaron a formar parte del nuevo cantón de Valles del Ousse y de Lagoin.